# Wonfurt
Wonfurt ist eine Gemeinde im unterfränkischen Landkreis Haßberge und ein Mitglied der Verwaltungsgemeinschaft Theres.

## Geografie

### Geografische Lage
Wonfurt liegt im Landkreis Haßberge, nahe der Kreisstadt Haßfurt, am südlichen Rand der Mainaue, durch die am Nordrand des Pfarrdorfs Wonfurt vorbei der Seebach weit abwärts im Westen in den Main mündet. Westlich von Wonfurt mündet in diesen von Süden her der zuletzt auch Schwappach genannte Steinsfelder Mühlbach.

### Gemeindegliederung
Es gibt sieben Gemeindeteile (in Klammern sind der Siedlungstyp und die Einwohnerzahl, Stand: 8. Juli 2019, angegeben):
- Dampfach (Kirchdorf, 509)
- Petersmühle (Einöde)
- Reinhardswinden (Einöde)
- Steinsfeld (Pfarrdorf, 311)
- Wonfurt (Pfarrdorf, 1.278)

Es gibt auf dem Gemeindegebiet die Gemarkungen Dampfach, Steinsfeld, Reinhardswinden und Wonfurt.

### Nachbargemeinden
Nachbargemeinden sind (von Norden beginnend im Uhrzeigersinn): Haßfurt, Knetzgau, Donnersdorf und Theres.

## Geschichte

### Bis zum 20. Jahrhundert
Die Geschichte Wonfurts beginnt spätestens in der jüngeren Hallstattperiode, wie die Grabhügel im Waldbezirk Dickerschlag bezeugen. Da dort wahrscheinlich schon zu keltischer Zeit ein wichtiger Flussübergang bestand, war die Furt, deren Beiname sich sowohl auf das keltische won = Wiesensumpf als auch auf das althochdeutsche wunnja = Weideland beziehen könnte, lange ein Zankapfel höchster Interessen.
Laut Überlieferung war das Schloss in Wonfurt ursprünglich ein Gerichtshof. Nach der Besiedelung des Maingebietes durch die Franken wurde dort unter Karl dem Großen eine Zentralstelle (Centurie) gegründet, ein Hauptsitz von Gericht und Verwaltung der umliegenden Siedlungen.
Der Überlieferung nach soll Wonfurt seinen Namen von der ersten Besitzerin dieses Gerichtshofes erhalten haben, einer Frau Unfordi, deren Mann in einem Feldzug gegen die Thüringer gefallen war und die den Hof 810 bis 850 besaß. Da sie keine Nachkommen hatte, übergab sie ihren Besitz dem Grafen Albert von Babenberg, Burggraf zu Theres, mit der Bedingung, dass der Hof nur an eine geistliche Bruderschaft übergeben werden dürfe, falls der Graf oder seine Nachkommen den Hof veräußerten.
Der Ort wurde erstmals im Jahre 905 in einer Fuldaer Urkunde als Uniforti erwähnt. Graf Adalberd, einer der Babenberger Brüder, übergab im Tauschwege „dem heiligen Bonifatius“, also dem Kloster Fulda, einige Orte im Volkfeld, darunter auch Uuunfurten (Wonfurt) mit allen Rechten. Der Tauschvertrag wurde von König Ludwig dem Kind (900–911) im Jahre 904 im Königshof zu Forchheim genehmigt.
Im 10. Jahrhundert wurde Wonfurt Klostergut der Abtei Hersfeld. Am 5. Februar 1015 tauschte es Kaiser Heinrich II. ein, der damit das 1007 gegründete Bistum Bamberg ausstattete.
Das Rittergut (Schloss Wonfurt) der seit 1569 in Wonfurt ansässigen Freiherren von Seckendorff wurde 1806 durch das Großherzogtum Würzburg des Erzherzogs Ferdinand von Toskana mediatisiert und fiel mit diesem 1814 an Bayern. Seit 1978 ist es im Privatbesitz der Familien von Bismarck.

### 21. Jahrhundert
Im Jahre 2005 feierte die Gemeinde ihr 1100-jähriges Bestehen mit einem großen Dorffest.

### Eingemeindungen
Zur Gemeinde Wonfurt gehören seit der Gebietsreform, die am 1. Mai 1978 wirksam wurde, die ehemals selbstständigen Gemeinden Dampfach und Steinsfeld.

### Einwohnerentwicklung
Im Zeitraum 1988 bis 2018 stieg die Einwohnerzahl von 1626 auf 1995 um 369 Einwohner bzw. um 22,7 % – der höchste prozentuale Zuwachs im Landkreis im genannten Zeitraum. Die Gemeinde hatte schon 2006 eine Einwohnerzahl von 1998 erreicht.
Quelle: BayLfStat

## Politik

### Gemeinderat
Die Kommunalwahlen seit 2008 erbrachten folgende Sitzverteilungen im Gemeinderat:
| Wahljahr | CSU | Wonfurter Liste SPD/Freie Wähler | Grüne | Steinsfelder Liste | Dampfacher Liste | Gesamt   |
| -------- | --- | -------------------------------- | ----- | ------------------ | ---------------- | -------- |
| 2020     | 4   | 1                                | 2     | 2                  | 3                | 12 Sitze |
| 2014     | 4   | 2                                | 2     | 2                  | 2                | 12 Sitze |
| 2008     | 3   | 2                                | 2     | 2                  | 3                | 12 Sitze |

### Bürgermeister
Erster Bürgermeister ist seit 2013 Holger Baunacher (CSU/Dampfacher Liste/Steinsfelder Liste); dieser wurde am 15. März 2020 mit 76,8 % der Stimmen für weitere sechs Jahre gewählt. Sein Vorgänger war Dieter Zehendner (CSU).

### Wappen
|            | Blasonierung: „In Silber über von Rot und Silber im Wellenschnitt geteiltem Wolkenschildfuß, nebeneinander in schlingenförmig gebogener, außen mit je vier Blättern besetzter Lindenzweig und ein roter Zwetschgenzweig mit zwei Zwetschgen und vier Blättern“ |
| Seit 1982. | |

## Baudenkmäler

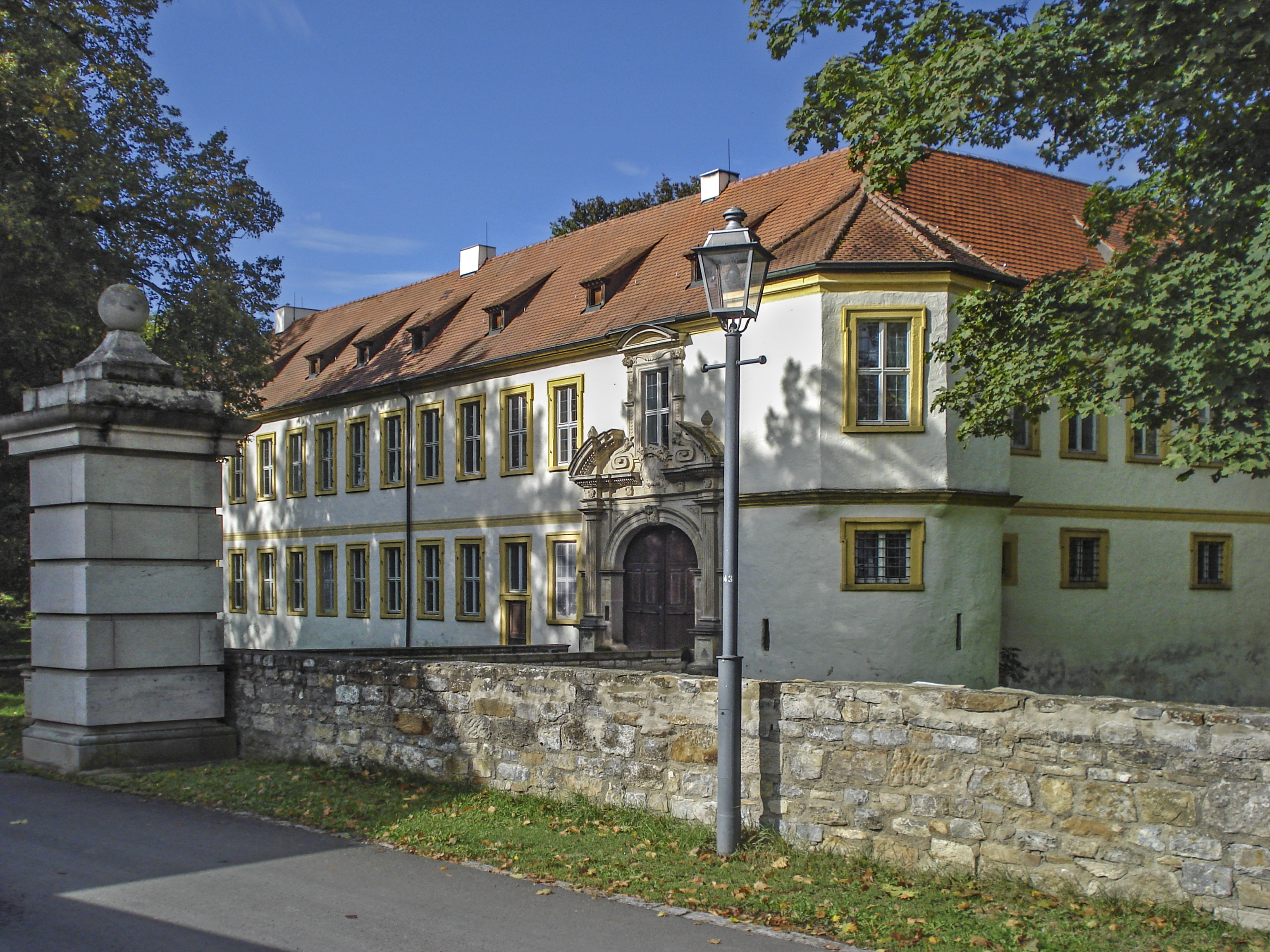
Seckendorff-Schloss

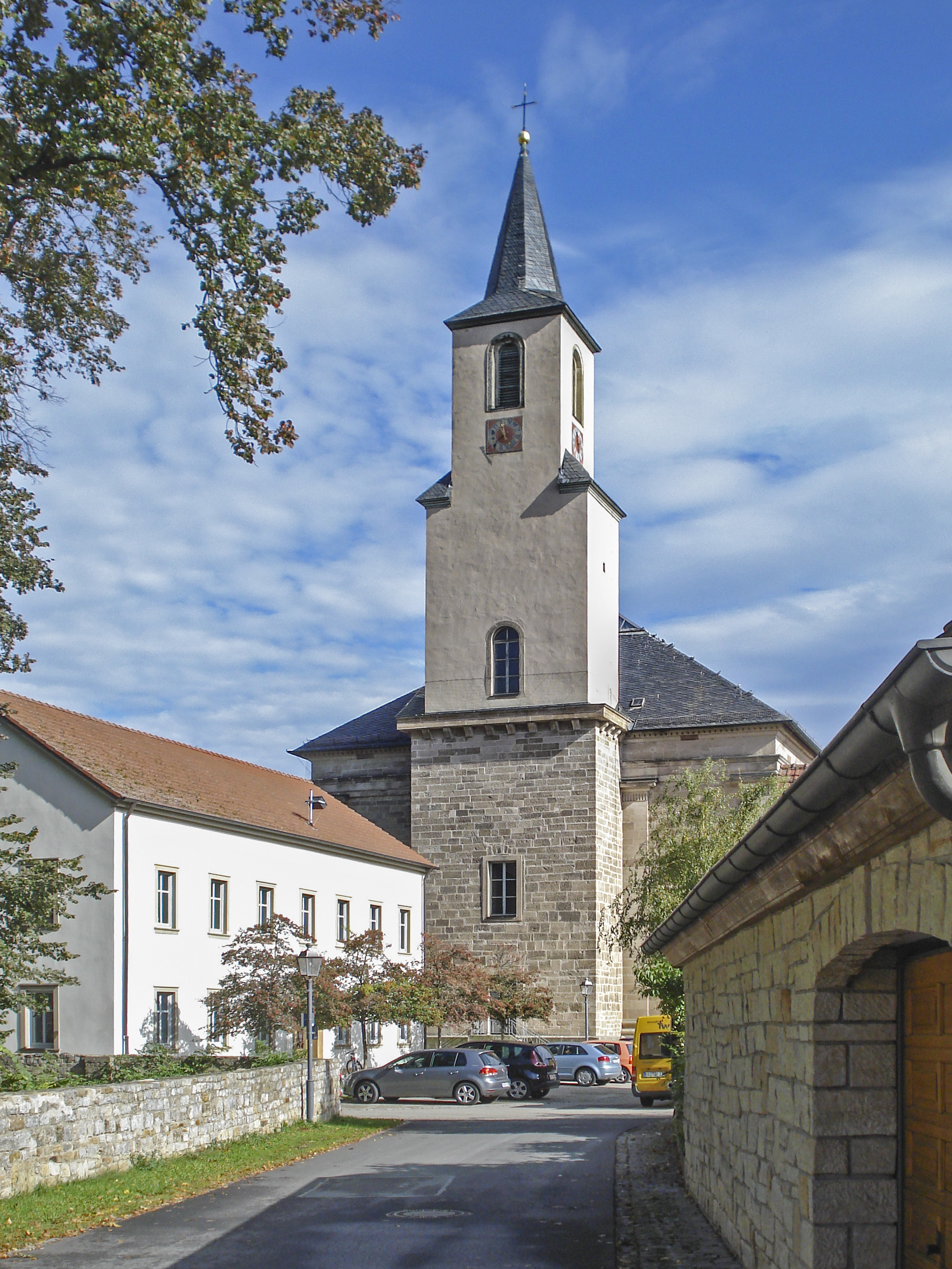
St.-Andreas-Kirche

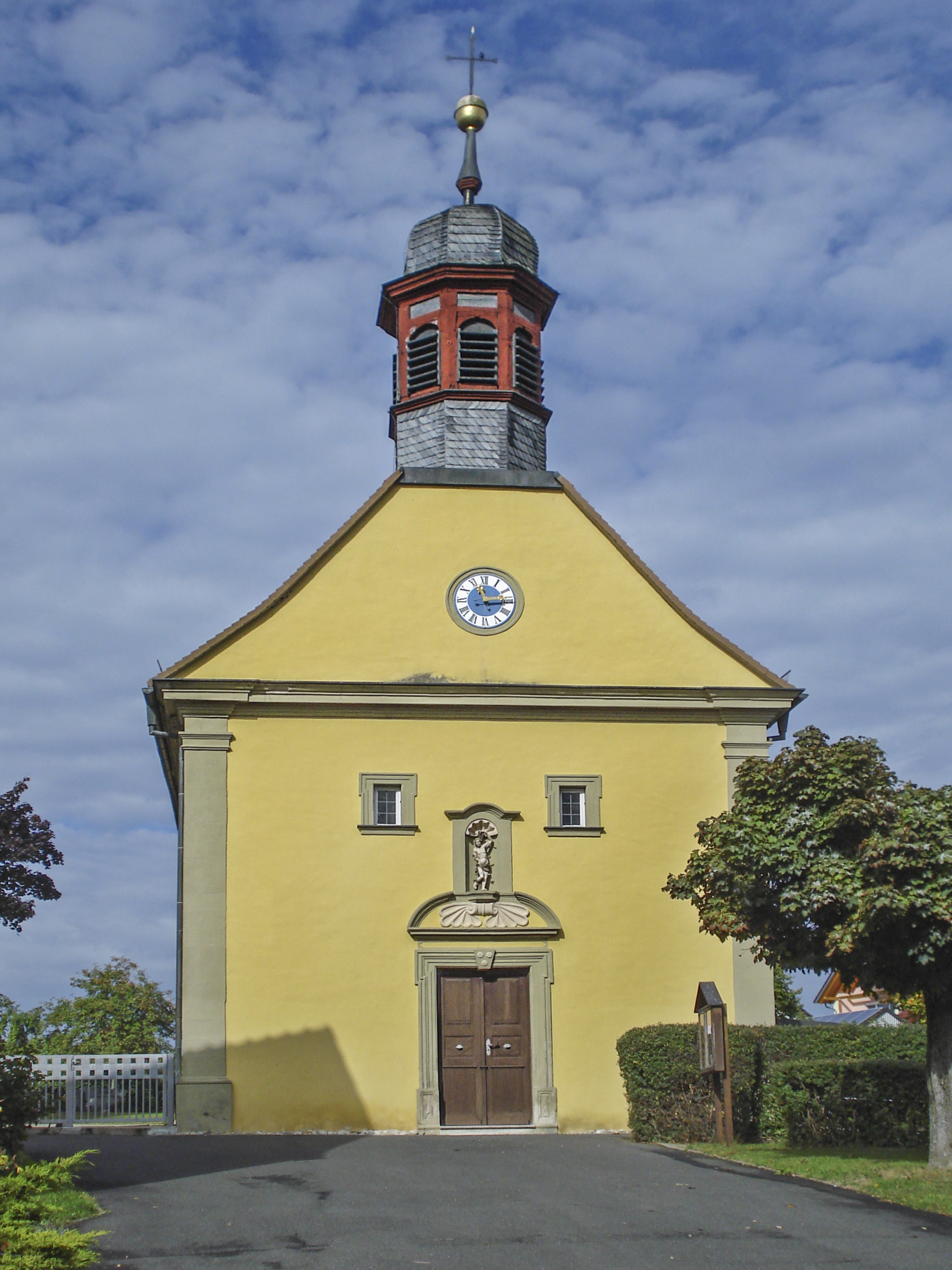
St.-Sebastians-Kirche im Ortsteil Steinsfeld

- Seckendorff-Schloss

Das Schloss ist eine wehrhafte Anlage vom Ende des 16. Jahrhunderts mit quadratischem Grundriss und vier Ecktürmen. Es wurde 1695 barockisiert. Im Innenhof befindet sich ein Arkadenbau. Das ehemalige Wasserschloss wird für Kammermusikkonzerte und literarische Veranstaltungen genutzt und kann auch gemietet werden.
- St.-Andreas-Kirche

Der Bau der Kirche begann im Jahr 1817 nach den Plänen des königlichen Bauinspektors Bernhard Morell. Als Vorbild diente das Pantheon in Rom. Nähert man sich der Ortsmitte, von Haßfurt kommend, dominiert sie das Ortsbild. Auf der großen Freitreppe vor der Kirche stehen die Statuen des heiligen Benedikts und der heiligen Katharina. Diese Figuren stammen von der Benediktinerabteikirche Obertheres, die im Zuge der Säkularisation abgerissen wurde und deren behauene Steine und Quader zum Bau der Sankt-Andreas-Kirche verwendet wurden.
- Die Katholische Friedhofskapelle

von 1755 enthält Grabsteine der Herren von Fuchs aus dem 16./17. Jahrhundert und eine Rokoko-Kreuzigungsgruppe um 1750.

## Naturdenkmäler
- Das Naturdenkmal Eisenquelle

liegt nordöstlich von Wonfurt. Der Quelltrichter der Mineralquelle ist durch Kalktuffablagerungen erhöht.

## Wirtschaft und Infrastruktur
Wonfurt ist zu einem der Recycling-Standorte des Landkreises geworden, neben einer Firma für Kabelrecycling befindet sich hier auch das Kreisabfallzentrum.

### Verkehr
Wonfurt liegt direkt an der Maintal-Autobahn (A 70), Anschlussstelle Theres/Haßfurt.

### Bildung
- Kindergarten Wonfurt
- Grundschule Dampfach

### Kultur
- Seit 2005 findet jährlich im Sommer das Musikfest Schloss Wonfurt statt. Veranstalter ist der Bismarck’sche Salon.

### Sport
- Der TSV Wonfurt bietet neben den Hauptabteilungen Fußball, Turnen, Volleyball, Tennis, Hockey, auch ein vielseitiges Kursprogramm an.
- Der Sportanglerverein Wonfurt, gegründet 1965, zählte im Jahre 2004 150 Mitglieder.
- Der Verein für Hundesport Wonfurt bietet regelmäßige Veranstaltungen wie Hindernislauf und Hundeturnier.